# Raffles Hotel Le Royal
Raffles le Royal est un hôtel de luxe cinq étoiles situé à Phnom Penh, au Cambodge. 
Il est localisé au 92 Rukhak Vithei Daun Penh, Sangkat Wat Phnom, dans le district de Daun Penh (en). 

## Historique
Cet hôtel a été construit par les architectes Jean Desbois et Ernest Hébrard de 1923 à 1924. Il a accueilli régulièrement des stars, comme Charlie Chaplin, Jacqueline Kennedy-Onassis, André Malraux et William Somerset Maugham.